# 801-я отдельная кабельно-шестовая рота
801-я отдельная ка́бельно-шестовая́ рота (801 окшр) — воинская часть (кабельно-шестовая рота) войск связи РККА.
За боевые заслуги во время Сталинградской битвы 60 % личного состава роты было награждено правительственными наградами, а сама рота награждена орденом Красной Звезды.

## История роты
801-я кабельно-шестовая рота с началом войны проходила формирование под Тернополем. Основной задачей кабельно-шестовых рот являлось создание и поддержание кабельной сети, обеспечивающей связь между частями и подразделениями действующей армии. Воздушный кабель прокладывался с использованием металлических (иногда деревянных) шестов высотой 2 метра. В нижней части шеста располагался наконечник, который втыкался в землю и обеспечивал фиксацию шеста перпендикулярно поверхности. В верхней части располагался изолятор, на который крепился кабель. Во время Великой Отечественной войны наиболее широко применялись кабели  ПТГ-19 (полевой телеграфный, дальность связи до 40—55 км) и ПТФ-7 (полевой телефонный, дальность связи до 15–25 км). Служащие роты обеспечивали установку шестов и поддерживали кабели в рабочем состоянии.
27 июня 1941 года рота отбыла во Львов, где должна была обеспечивать связь между штабом армии и дивизиями. С 5 июля 1941 года и по 11 мая 1945 (с перерывом с 31 мая по 5 августа 1944 года) 801-я окшр входила в состав действующей армии. Однако, на начальном этапе войны роте пришлось принимать участие в боях как обычному стрелковому подразделению. Во время отступления через Житомир на Киев рота потеряла более половины личного состава. С 11 июля по 15 сентября рота принимала участие в битве за Киев. В сентябре 1941 года рота, получив приказ, вырвалась из Киевского котла в направлении города Лубны.
В мае 1942 года, участвуя в составе 6-й армии во Второй Харьковской операции, роте снова пришлось отступать. Особенно сложной сложилась обстановка в районе реки Северский Донец, где командир роты капитан М. А. Ковтун во время боя смог организовать переправу роты через реку. Сам командир роты уничтожил в этом бою немецкий миномётный расчёт. За этот бой капитан М. А. Ковтун был представлен к награде, но представление затерялось в штабе 6-й армии.

### Участие в Сталинградской битве
Во время Сталинградской битвы основной задачей 801-й окшр было обеспечение телефонной связью штабов Юго-Восточного и Сталинградского фронтов, командных пунктов фронтов с командными пунктами армий и подчинёнными им дивизиями и полками.
25 августа 1942 года рота поступила в распоряжение штаба Юго-Восточного фронта. Первой боевой задачей роты было найти трассу для шестовой линии связи, связывающую штаб фронта (устье реки Пионерки) и командный пункт фронта (посёлок Песчанка). В дальнейшем рота обслуживала линию связи между штабом фронта и 64-й и 57-й армиями, находившимися на южном фасе Сталинградской битвы. С 31 августа, когда штаб фронта был перенесён на левый берег Волги, рота поддерживала работоспособность кабельной линии через реку. Характерной особенностью подводной кабельной линии было использование обычного кабеля ПТФ-7, который из-за слабой изоляции быстро выходил из строя. Для обеспечения бесперебойной работы кабельной связи через Волгу, ширина которой достигала 1200 метров, была создана специальная команда из пяти связистов-лодочников. Работа по замене вышедшего из строя кабеля проходила под ударами неприятеля. За первую половину сентября затонуло четыре лодки, обеспечивавших прокладку кабельных трасс. В своих воспоминаниях маршал А. И. Ерёменко писал:

Рота образцово обслуживала линию: дело было поставлено так, что перерывы в связи не превышали 10–15 минут.— Ерёменко А. И. Глава XII. Некоторые итоги по оборонительному периоду битвы // Сталинград. — М.: Воениздат, 1961. — С. 283—284. — 504 с. — 100 000 экз.
Начальник связи Сталинградского фронта полковник С. Н. Кокорин 30 октября 1942 года указывал, что рота является лучшей среди фронтовых частей связи.
12 ноября через Волгу был проложен специальный восьмижильный кабель, который связал штаб фронта и штаб 62-й армии. Операция по прокладке кабеля проходила под артиллерийским огнём, но завершилась успешно, обеспечив надёжную связь между штабами.
Всего в прямом подчинении начальника связи Сталинградского фронта было два отдельных полка связи, три линейных батальона связи, семь кабельно-шестовых, пять телеграфно-строительных, пять телеграфно-эксплуатационных рот и одна эскадрилья связи. Из всех отдельных частей связи за боевые заслуги лишь одна была награждена орденом — 31 марта 1943 года 801-я отдельная кабельно-шестовая рота была награждена орденом Красной Звезды.

### Дальнейшее участие в войне
В апреле 1944 года 801-я окшр, в составе 4-го Украинского фронта, принимала участие в Крымской наступательной операции. Обеспечивая связь между штабом фронта и 51-й армией, военнослужащие роты неоднократно форсировали Сиваш. Например, 2 апреля связисты в условиях пурги за 14 часов четыре раза переходили Чонгарский пролив, перенося на себе катушки с кабелем. Во время двухчасового артиллерийского обстрела переправы противником был повреждён кабель и бойцы роты в ледяной воде нашли повреждение и устранили его. Выполнила задачу по форсированию Сиваша команда под командованием лейтенанта Якова Андреевича Богданова. Линия форсирования длинной 6 км. проходила в двух километрах от основной переправы, а глубина ледяной воды достигала пояса. Все бойцы команды были награждены медалями «За боевые заслуги», а Богданов орденом Отечественной войны II степени.
Осенью 1944 года 801-я окшр в составе 4-го Украинского фронта участвовала в Восточно-Карпатской стратегической наступательной операции. Рота обеспечивала связь между командным пунктом фронта и выносным пунктом управления штаба фронта с подчинёнными соединениями. Несмотря на сложную обстановку и горно-лесистую местность, при погоде богатой дождями и туманами рота выполняла поставленные задачи. Во время наступления с выходом на территорию Чехословакии рота обеспечивала связь на тяжело-кабельной линии Балигруд — Цисна. Для успешного создания кабельно-шестовой линии протяжённостью 25 километров ефрейтор Н. А. Цурканов с двумя бойцами за одну ночь отремонтировали 31 катушку четырёхжильного провода. В районе Дрогобыч - Турка - Мукачево рота успешно обслуживала подземную кабельную линию. Местность, в которой была организована и обслуживалась линия связи, была горной и не позволяла использовать технические средства и все работы приходилось проводить вручную. Например, старший надсмотрщик ефрейтор В. С. Некрасов вручную размотал 30 катушек кабеля по 80 кг каждая. За успехи в обеспечении связью в наступлении командир роты майор М. А. Ковтун был награждён орденом Отечественной войны II степени.

## Комментарии
1. ↑  кроме этого, в прямом подчинении каждой армии имелся отдельный полк связи, линейный батальон связи, три—четыре кабельно-шестовые, одна—две телеграфно-строительные, и две эксплуатационные роты[8].